# São José do Divino (ort)
São José do Divino är en ort i Brasilien.   Den ligger i kommunen São José do Divino och delstaten Minas Gerais, i den sydöstra delen av landet, 800 km öster om huvudstaden Brasília. São José do Divino ligger 323 meter över havet och antalet invånare är 3 837.
Terrängen runt São José do Divino är huvudsakligen kuperad, men den allra närmaste omgivningen är platt. São José do Divino ligger nere i en dal. Runt São José do Divino är det glesbefolkat, med 18 invånare per kvadratkilometer.. São José do Divino är det största samhället i trakten.
Omgivningarna runt São José do Divino är huvudsakligen savann.